# タレントCM起用社数ランキング
タレントCM起用社数ランキングは、ニホンモニターが毎年発表している、日本の男女タレントのテレビCM起用社数を計るランキングである。集計対象は、その年の1月から11月までの在京民放キー局5局の関東広域放送地上波オンエア分である。

## 歴代ランキング
上半期のみランクインしている人物も含む

### 男性
2010年
- 1位：石川遼（17社）
- 2位：木村拓哉（11社）
- 3位：加藤清史郎（10社）
- 4位：山口智充（9社）
- 5位：松岡修造、松本潤（8社）
- 6位：イチロー、岡田将生、小栗旬、香取慎吾、櫻井翔、佐藤健、佐藤隆太、向井理（7社）
- 7位：相葉雅紀、阿部寛、大野智、オードリー、金田哲、草彅剛、玉木宏、二宮和也、間寛平（6社）
- 8位：唐沢寿明、国分太一、佐藤浩市、長瀬智也、山口達也（5社）

2011年
- 1位：石川遼（17社）
- 2位：櫻井翔（13社）
- 3位：松本潤、向井理（12社）
- 4位：二宮和也（11社）
- 5位：相葉雅紀、大野智（10社）
- 6位：木村拓哉、佐藤健（9社）
- 7位：香取慎吾、草彅剛、玉木宏、長瀬智也、長友佑都（8社）
- 8位：イチロー、稲垣吾郎、岡田将生、加藤清史郎、国分太一、城島茂、鈴木福、TAKAHIRO、山口達也（7社）
- 9位：阿部寛、佐藤隆太、中居正広（6社）

2012年
- 1位：石川遼（15社）
- 2位：櫻井翔、鈴木福（12社）
- 3位：木村拓哉（11社）
- 4位：相葉雅紀、中居正広、二宮和也、松本潤、向井理（10社）
- 5位：大野智、香取慎吾、松岡修造（9社）
- 6位：草彅剛、国分太一、ダンディ坂野、チャン・グンソク、長瀬智也（8社）
- 7位：佐藤健（7社）
- 8位：阿部寛、イチロー、岡田准一、小栗旬、TAKAHIRO、福山雅治、溝端淳平、山口達也（6社）

2013年
- 1位：石川遼（12社）
- 2位：向井理（11社）
- 3位：木村拓哉、櫻井翔（10社）
- 4位：鈴木福（9社）
- 5位：相葉雅紀、大野智、香取慎吾、武井壮、錦戸亮、二宮和也、松岡修造、松坂桃李、村上信五（8社）
- 6位：阿部寛、イチロー、国分太一、中居正広、長瀬智也、西島秀俊、松本潤、横山裕（7社）
- 7位：亀梨和也、妻夫木聡、山口達也（6社）

2014年
- 1位：櫻井翔、松岡修造（11社）
- 2位：相葉雅紀、阿部寛、本田圭佑（10社）
- 3位：大野智、岡田准一、木村拓哉、西島秀俊、二宮和也、向井理（9社）
- 4位：石川遼、香川真司、錦戸亮、松本潤、村上信五、横山裕（8社）
- 5位：亀梨和也、国分太一、笑福亭鶴瓶（7社）

2015年
- 1位：相葉雅紀（12社）
- 2位：櫻井翔、二宮和也（11社）
- 3位：大野智、錦織圭、西島秀俊、松岡修造（10社）
- 4位：岡田准一、松本潤（9社）
- 5位：笑福亭鶴瓶、登坂広臣、松坂桃李、向井理、村上信五（8社）
- 6位：阿部寛、有吉弘行、妻夫木聡、本田圭佑、松重豊（7社）
- 7位：綾野剛、小栗旬、香取慎吾、斎藤工、中居正広（6社）

2016年
- 1位：相葉雅紀、錦織圭（12社）
- 2位：遠藤憲一、櫻井翔、西島秀俊、二宮和也（11社）
- 3位：DAIGO、長瀬智也、松本潤（10社）
- 4位：大野智、斎藤司、松岡修造（9社）
- 5位：小栗旬、城島茂、松重豊（8社）
- 6位：阿部寛、五郎丸歩、菅田将暉、玉木宏、妻夫木聡、向井理（7社）

2017年
- 1位：遠藤憲一（12社）
- 2位：相葉雅紀、錦織圭（11社）
- 3位：二宮和也、松本潤（10社）
- 4位：櫻井翔、DAIGO、西島秀俊、山﨑賢人（9社）
- 5位：斎藤工、坂口健太郎、白濱亜嵐、長瀬智也、濱田岳、松坂桃李、松重豊（8社）
- 6位：イチロー、菅田将暉（7社）

2018年
- 1位：出川哲朗（14社）
- 2位：秋山竜次、高橋一生（11社）
- 3位：錦織圭（10社）
- 4位：相葉雅紀、遠藤憲一、櫻井翔、サンドウィッチマン、長友佑都、二宮和也（9社）
- 5位：内村航平、神木隆之介、斎藤工、長瀬智也、西島秀俊、濱田岳、松重豊、松本潤（8社）
- 6位：綾野剛、槙野智章、ムロツヨシ、山﨑賢人（7社）

2019年
- 1位：相葉雅紀、櫻井翔、サンドウィッチマン、西島秀俊（10社）
- 2位：遠藤憲一、賀来賢人、斎藤工、高橋一生、田中圭、出川哲朗、二宮和也（9社）
- 3位：大泉洋、香川照之、佐藤二朗、DAIGO、竹内涼真、長友佑都、錦織圭、松本潤、みやぞん（8社）
- 4位：新田真剣佑、岩田剛典、香取慎吾、神木隆之介、草彅剛、鈴木亮平、濱田岳、松岡修造、松重豊（7社）

2020年
- 1位：櫻井翔（19社）
- 2位：相葉雅紀（17社）
- 3位：松本潤（16社）
- 4位：大野智（14社）
- 5位：二宮和也（13社）
- 6位：賀来賢人、竹内涼真、田中圭、寺田心（10社）
- 7位：大泉洋、香取慎吾、松岡修造（9社）
- 8位：岡田准一、斎藤工、菅田将暉、大悟、出川哲朗、中村倫也、錦織圭、安田顕、吉沢亮、吉田鋼太郎（8社）
- 9位：伊藤健太郎、岡田将生、長谷川博己、松坂桃李（7社）

2021年
- 1位：大泉洋（11社）
- 2位：賀来賢人、松岡修造（10社）
- 3位：香川照之、神木隆之介、斎藤工、サンドウィッチマン、粗品、高橋一生、博多華丸（9社）
- 4位：岡田准一、小栗旬、香取慎吾、櫻井翔、寺田心、中川大志、松坂桃李（8社）
- 5位：佐藤健、松坂桃李、吉田鋼太郎（7社）

2022年
- 1位：神木隆之介（10社）
- 2位：草彅剛、斎藤工、滝藤賢一、二宮和也、平野紫耀（9社）
- 3位：KinKi Kids、国分太一、櫻井翔、サンドウィッチマン、新庄剛志、高橋一生、中島健人、博多華丸、松岡修造（8社）
- 4位：菅田将暉、矢本悠馬、吉沢亮（7社）

2023年
- 1位：賀来賢人（12社）
- 2位：なかやまきんに君（11社）
- 3位：松岡修造（10社）
- 4位：大泉洋、岡田准一、小栗旬、斎藤工、サンドウィッチマン、菅田将暉、西島秀俊、博多華丸（9社）
- 5位：大谷翔平、神木隆之介、北村匠海、草彅剛、高橋一生、滝藤賢一、玉木宏、松坂桃李、吉沢亮（8社）
- 6位：梅沢富美男、木村拓哉、櫻井翔、二宮和也、安田顕（7社）

2024年
- 1位：賀来賢人（18社）
- 2位：大谷翔平（11社）
- 3位：大泉洋、鈴木亮平、山田裕貴（10社）
- 4位：神木隆之介、斎藤工、なかやまきんに君、長谷川博己、横浜流星、吉沢亮（9社）
- 5位：小栗旬、香取慎吾、草彅剛、菅田将暉、高橋一生、玉木宏、半井重幸、平野紫耀、三笘薫、目黒蓮（8社）
- 6位：北村匠海、松岡修造、松坂桃李（7社）

### 女性
2010年
- 1位：上戸彩（13社）
- 2位：相武紗季（12社）
- 3位：宮崎あおい（11社）
- 4位：蒼井優、大橋のぞみ（10社）
- 5位：木下優樹菜、小嶋陽菜、ベッキー（9社）
- 6位：天海祐希、上村愛子、大島優子、佐々木希、仲間由紀恵、前田敦子、宮澤佐江、渡辺麻友（8社）
- 7位：浅田真央、新垣結衣、板野友美、柏木由紀、貫地谷しほり、北川景子、篠田麻里子、篠原涼子、戸田恵梨香、仲里依紗、松下奈緒（7社）
- 8位：川島海荷、広末涼子、藤原紀香、南明奈（6社）

2011年
- 1位：大島優子（19社）
- 2位：篠田麻里子、前田敦子（17社）
- 3位：板野友美（16社）
- 4位：芦田愛菜、高橋みなみ（15社）
- 5位：上戸彩、小嶋陽菜、ベッキー（14社）
- 6位：柏木由紀、渡辺麻友（12社）
- 7位：指原莉乃（11社）
- 8位：相武紗季、佐々木希（10社）
- 9位：天海祐希、吉瀬美智子、武井咲、峯岸みなみ、宮澤佐江、横山由依（9社）
- 10位：綾瀬はるか、菅野美穂、倉持明日香、仲間由紀恵、真矢ミキ（7社）

2012年
- 1位：板野友美、篠田麻里子（20社）
- 2位：高橋みなみ（18社）
- 3位：前田敦子（17社）
- 4位：小嶋陽菜、指原莉乃（16社）
- 5位：芦田愛菜、上戸彩、大島優子、柏木由紀（15社）
- 6位：武井咲、渡辺麻友（14社）
- 7位：横山由依（13社）
- 8位：ベッキー、本田望結、ローラ（12社）
- 9位：剛力彩芽、澤穂希（11社）
- 10位：天海祐希、綾瀬はるか（9社）
- 11位：佐々木希（8社）

2013年
- 1位：武井咲（17社）
- 2位：篠田麻里子（15社）
- 3位：ローラ（14社）
- 4位：きゃりーぱみゅぱみゅ、剛力彩芽（12社）
- 5位：有村架純、上戸彩、島崎遥香、谷花音、ベッキー（11社）
- 6位：板野友美、柏木由紀、桐谷美玲、小嶋陽菜、堀北真希（10社）
- 7位：天海祐希、石原さとみ、大島優子、本田翼、前田敦子（9社）
- 8位：佐々木希（8社）

2014年
- 1位：ローラ（14社）
- 2位：有村架純（13社）
- 3位：上戸彩、大島優子、桐谷美玲、島崎遥香、堀北真希（12社）
- 4位：武井咲、渡辺麻友（11社）
- 5位：杏、小嶋陽菜、ベッキー、本田翼、マツコ・デラックス（10社）
- 6位：石原さとみ、山本美月（9社）
- 7位：綾瀬はるか、菅野美穂、剛力彩芽、佐々木希（8社）

2015年
- 1位：上戸彩（13社）
- 2位：有村架純、杏、広瀬すず、山本美月（12社）
- 3位：ローラ（11社）
- 4位：大島優子、桐谷美玲、指原莉乃、マツコ・デラックス（10社）
- 5位：綾瀬はるか、木村文乃、佐々木希、武井咲、本田翼、吉田羊（9社）
- 6位：石原さとみ、吉瀬美智子、米倉涼子（8社）
- 7位：尾野真千子、菅野美穂、小嶋陽菜、堀北真希、松下奈緒、渡辺麻友（7社）

2016年
- 1位：吉田羊（13社）
- 2位：広瀬すず、マツコ・デラックス、ローラ（12社）
- 3位：有村架純、松岡茉優（11社）
- 4位：桐谷美玲、平祐奈、波瑠（10社）
- 5位：綾瀬はるか、杏、上戸彩、木村文乃、山本美月（9社）
- 6位：石原さとみ、武井咲（8社）
- 7位：菅野美穂、菜々緒、本田翼、宮﨑あおい、吉田沙保里、渡辺直美（7社）

2017年
- 1位：ローラ（15社）
- 2位：広瀬すず（14社）
- 3位：有村架純（11社）
- 4位：綾瀬はるか、上戸彩、高畑充希、武井咲、波瑠、吉岡里帆、吉田羊（10社）
- 5位：新垣結衣、川口春奈、佐々木希、本田翼、宮﨑あおい、山本美月、渡辺直美（9社）
- 6位：石原さとみ、北川景子、桐谷美玲、新川優愛、長澤まさみ、菜々緒、マツコ・デラックス（8社）
- 7位：深田恭子（7社）

2018年
- 1位：白石麻衣（18社）
- 2位：広瀬すず（15社）
- 3位：有村架純、ローラ、渡辺直美（12社）
- 4位：綾瀬はるか、川栄李奈、齋藤飛鳥、西野七瀬、吉田羊（11社）
- 5位：芦田愛菜（10社）
- 6位：新垣結衣、飯豊まりえ、石原さとみ、上戸彩、北川景子、清野菜名、高畑充希、土屋太鳳、菜々緒、広瀬アリス、深田恭子、松岡茉優（9社）
- 7位：朝見心、木村文乃、桐谷美玲、小松菜奈、中条あやみ、浜辺美波、本田望結、宮﨑あおい、吉岡里帆（8社）
- 8位：木村佳乃、佐々木希、新川優愛（7社）

2019年
- 1位：渡辺直美（16社）
- 2位：有村架純、齋藤飛鳥、白石麻衣、広瀬すず（12社）
- 3位：土屋太鳳（11社）
- 4位：綾瀬はるか、川栄李奈、清野菜名、中村アン、吉田羊（10社）
- 5位：芦田愛菜、新垣結衣、今田美桜、大坂なおみ、桐谷美玲、浜辺美波、松岡茉優、マツコ・デラックス、吉岡里帆、与田祐希、ローラ（9社）
- 6位：朝見心、木村文乃、高畑充希、深田恭子、本田翼（8社）
- 7位：上戸彩、北川景子、中条あやみ（7社）

2020年
- 1位：今田美桜、広瀬すず（14社）
- 2位：芦田愛菜（13社）
- 3位：清野菜名（12社）
- 4位：指原莉乃、橋本環奈、渡辺直美（11社）
- 5位：川口春奈、深田恭子、本田翼（10社）
- 6位：新垣結衣、有村架純、永野芽郁、中村アン、浜辺美波、マツコ・デラックス、吉岡里帆（9社）
- 7位：綾瀬はるか、池田エライザ、北川景子、齋藤飛鳥、白石麻衣（8社）
- 8位：上戸彩、小池栄子、高畑充希、土屋太鳳（7社）

2021年
- 1位：本田翼（16社）
- 2位：芦田愛菜（15社）
- 3位：広瀬アリス、広瀬すず（12社）
- 4位：川口春奈、生見愛瑠、橋本環奈（11社）
- 5位：今田美桜（10社）
- 6位：綾瀬はるか、新垣結衣、中条あやみ、永野芽郁、吉岡里帆（9社）
- 7位：有村架純、石原さとみ、杉咲花、清野菜名、多部未華子、長澤まさみ、中村アン、浜辺美波、山之内すず（8社）
- 8位：伊藤沙莉、小池栄子、指原莉乃、深田恭子（7社）

2022年
- 1位：芦田愛菜（17社）
- 2位：川口春奈、本田翼（16社）
- 3位：今田美桜（15社）
- 4位：小池栄子、指原莉乃、広瀬アリス（11社）
- 5位：石原さとみ（10社）
- 6位：新垣結衣、有村架純、長澤まさみ、広瀬すず、山之内すず（9社）
- 7位：浅田真央、杏、綾瀬はるか、小野井菜々、木村佳乃、小芝風花、永野芽郁、橋本環奈、藤田ニコル、古川琴音、吉岡里帆（8社）

2023年
- 1位：川口春奈（21社）
- 2位：芦田愛菜（16社）
- 3位：今田美桜（15社）
- 4位：広瀬アリス（12社）
- 5位：広瀬すず（11社）
- 6位：綾瀬はるか、小池栄子、長澤まさみ、永尾柚乃、永野芽郁、橋本環奈（10社）
- 7位：池田エライザ、清野菜名、髙橋ひかる、中条あやみ、のん、吉岡里帆（9社）
- 8位：新垣結衣、石原さとみ、賀喜遥香、上白石萌音、小芝風花、杉咲花、堀田真由、本田翼（8社）
- 9位：有村架純（7社）

2024年
- 1位：川口春奈（24社）
- 2位：芦田愛菜（16社）
- 3位：橋本環奈（14社）
- 4位：今田美桜、広瀬すず、吉岡里帆（12社）
- 5位：浜辺美波（11社）
- 6位：綾瀬はるか、IKKO、長澤まさみ、永野芽郁（10社）
- 7位：上戸彩、小芝風花、杉咲花、奈緒（9社）
- 8位：有村架純、伊藤沙莉、上白石萌音、小池栄子、田中みな実、永尾柚乃、中条あやみ、生見愛瑠、広瀬アリス、福原遥、本田翼、吉高由里子（8社）
- 9位：池田エライザ、石原さとみ、指原莉乃、堀田真由（7社）